# Slovanski kongres v Pragi (1848)
Slovanski kongres v Pragi (češko: Slovanský sjezd, slovaško: Slovanský zjazd/kongres) je potekal v Pragi med 2. in 12. junijem leta 1848. Bilo je prvo srečanje, kjer je bilo mogoče slišati glas vseh slovanskih narodov iz cele Evrope na enem mestu.
Skozi naslednje stoletje je bilo še nekaj slovanskih kongresov v srednji in vzhodni Evropi.
1. maja 1848 je bil v Pragi izdan razglas »bratom Slovanom« v monarhiji Avstriji, katerega podpisnik je bil tudi Fran Miklošič. Razglas je opozarjal Slovane na bližajoči se sklic Frankfurtskega parlamenta in izgradnjo Velike Nemčije, ki bo zavzela celotno področje avstrijske monarhije in posledično povzročila utopitev slovanstva v germanstvu. Avtorji so razglas naslovili vsem zavednim Slovanom in jih pozvali, da se 31. maja 1848 zberejo na kongresu v Pragi. »Pridejo naj vsi tisti, ki jim je mar za Slovanstvo in se želijo zoperstaviti germanizaciji.« Konec maja se je tako v Pragi zbralo približno 300 delegatov iz celotnega dela avstrijske monarhije, 40 jih je bilo iz južno-slovanskega področja in kar 4 iz slovenskih dežel.
Za predsednika kongresa je bil izbran František Palacký, podpredsednik pa je bil Slovenec, Stanko Vraz. Na zasedanju je kongres izdelal memorandum evropskim narodom, v katerem je opozoril na nevzdržne razmere v avstrijski monarhiji. Zahteval je federalizacijo monarhije na temelju splošne pravice vsakega naroda, da lahko ne glede na svojo velikost, moč in vpliv razglasi avtonomijo. Podane so bile zahteve, ki so temeljile na temeljih francoske revolucije. Posebej za Slovence pa je bilo sprejeto, da zahtevajo oblikovanje svoje Kraljevine Slovenije, ki bo združevala dežele Koroško, Kranjsko, Štajersko in Primorsko, in bo enakopraven člen monarhije.
Nemški in madžarski narod je na razglas in kongres reagiral izjemo burno. Nemci so se namreč zavedali moči slovanskega konglomerata, ki bi se raztezal širom Evrope, če bi se sestavil v eno državo s 4 plemeni, kot je predvidevala ideja panslavizma. Zato sta dvor na Dunaju in kancler Metternich v Nemčiji stanje nemudoma sprejela kot ogrožujoče in organizirala vojaški nadzor v Pragi. Tam pa so se že 12. junija 1848 začeli zbirati praški študentje, delegati kongresa, izobraženci in še mnogi drugi, ki so zahtevali boj proti germanizaciji in avstrijskemu vojaškemu načelniku Windisch-Grätzu, ki je okupiral Prago. Tako je 12. junija 1848 izbruhnila binkoštna oz. junijska vstaja, ki pa je bila s strani načelnika Windisch-Grätza zadušena 16. junija 1848, ravno tako pa je bil prekinjen kongres delegatov. Zaradi nasilne prekinitve kongresa ta ni sprejel nobenega pripravljenega določila in sklepa. Njegov doprinos za oblikovanje skupne slovanske solidarnosti je tako ostal zgolj neformalen.

## Ugledni sodelujoči
- František Palacký, češki zgodovinar in politik, predsednik kongresa.
- Stanko Vraz, slovensko-hrvaški pesnik, podpredsednik.
- Karol Libelt, poljski filozof iz pruskega Poznanja, predsednik Poljakov in Ukrajincev.
- Pavel Stamatović, srbski književnik, zgodovinar, politik, predsednik južnih Slovanov.
- Pavel Jozef Šafárik, slovaški filolog, pesnik, predsednik Čeho-Slovakov.
- Mihail Bakunin, ruski panslavist in kasnejši anarhist.
- Ľudovít Štúr, slovaški filolog.
- Paweł Stalmach, poljski narodni buditelj, novinar.
- Andrzej Kotula, poljski pravnik
- Alojz Šparavec, kulturni in politični delavec